# モリタ製作所
株式会社モリタ製作所（-せいさくしょ）は、歯科用・医療器械器具の製造販売を行う企業である。本社は京都府京都市伏見区に所在する。

## 製品
- レーザー装置
- ラボラトリー用機器
- 実習用機器
- ハンドピース
- 診療ユニット
- X線画像機器(歯科・頭頸部用CTを含む)

## 沿革
- 1916年 森田純一が京都市中京区にて森田商店を創業。
- 1927年 森田商店の専属歯科製造部門として発足。
- 1943年 現在地に森田製作所として独立。

## 関連企業
- モリタ
- モリタ東京製作所
- ジェイエムエンジニアリング